# Villamanrique de Tajo
Villamanrique de Tajo – miejscowość w Hiszpanii we wspólnocie autonomicznej Madryt, 62 km na południe od Madrytu. Przez Villamanrique de Tajo przepływa rzeka Tag. Gmina ma dwie linie autobusowe, łączące jedną z nich z Madrytem, a konkretnie Ronda de Atocha.